# Мистецький арсенал
Мистецький арсенал — Національний культурно-мистецький та музейний комплекс «Мистецький арсенал», відкритий у Києві 2007 року. Протягом 2010-х став однією з найважливіших культурних інституцій України.

## Історія створення

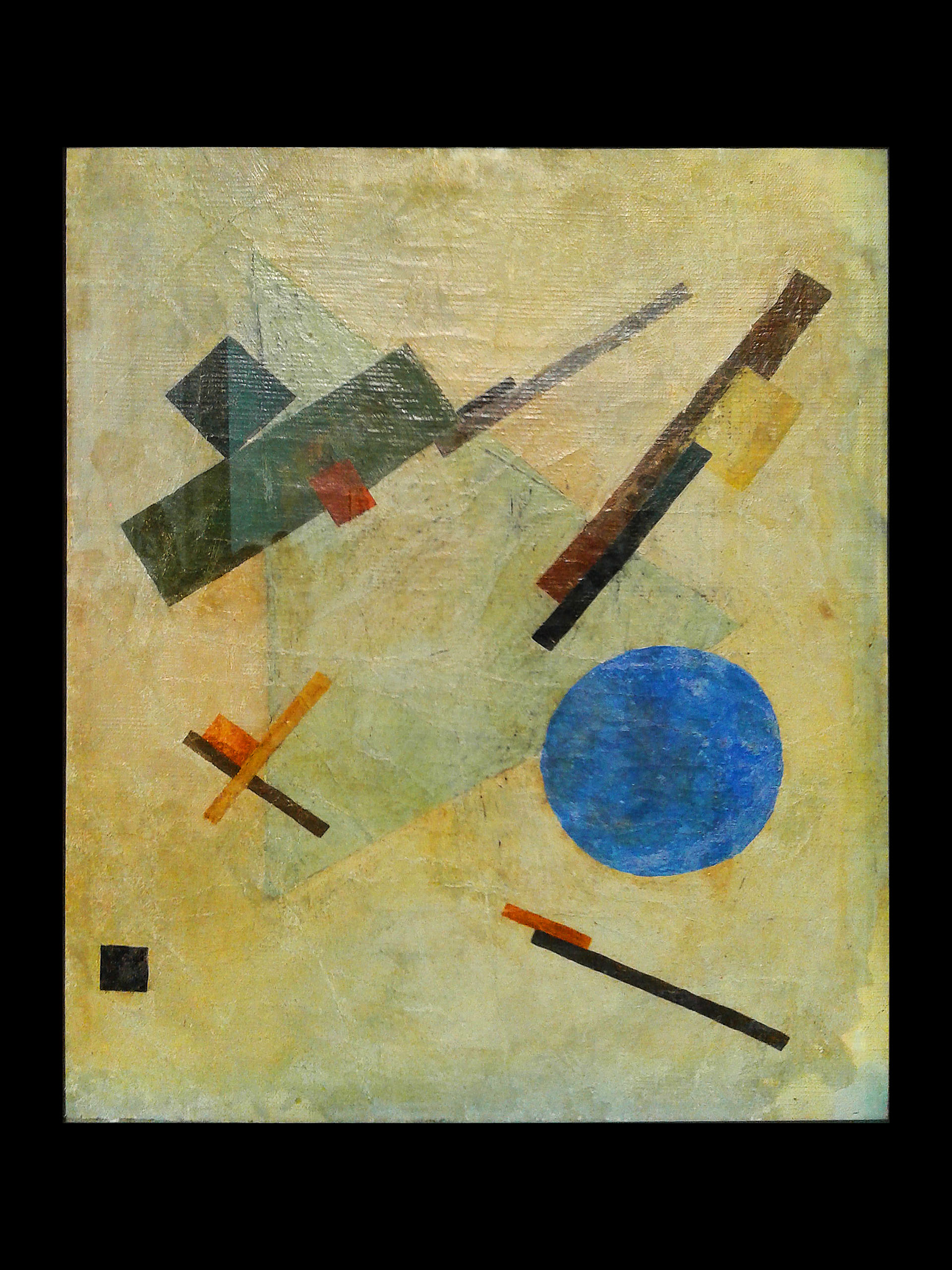
К. Малевич. Супрематична композиція 1, 1916. (Виставка творів із приватної колекції І.Диченка)

Створено з ініціативи та підтримки Віктора Ющенка. Згідно його указу від 22 травня 2006  до Київської міської державної адміністрації було передано військове містечко №5 ("Київський ремонтний завод"), на місці якого і створили Мистецький арсенал.
У 2007 комплекс «Мистецький арсенал» відкрився для відвідувачів. Однак паралельно із цим продовжувалася реконструкція простору, яка була пріоритетною для тодішньої влади.
Навіть в умовах розгортання світової фінансової кризи Державний бюджет України на 2009 рік за наполяганням Президента передбачав 200 млн гривень на облаштування Мистецького Арсеналу.
Друге «урочисте» відкриття мистецького простору було приурочене до 18-ї річниці Незалежности України. Тоді ж було проведено «перший масштабний захід», який знаменував «початок функціонування центру»: експозицію під назвою «De Profundis».
|                 | Безумовно, у кожної європейської столиці є те, чим вона завжди пишається. Я переконаний, що сьогодні ми започатковуємо справу, якою буде пишатися не тільки наша столиця, але й уся Україна. |
| — Віктор Ющенко | |

28 квітня 2011 указом Президента України Віктора Януковича утворена Рада з питань розвитку Національного культурно-мистецького та музейного комплексу «Мистецький арсенал» як консультативно-дорадчий орган при Президентові України. Співголовами Ради призначені Президент України у 2005-2010 В. А. Ющенко та Міністр культури України М. А. Кулиняк.

## Історія  будівлі

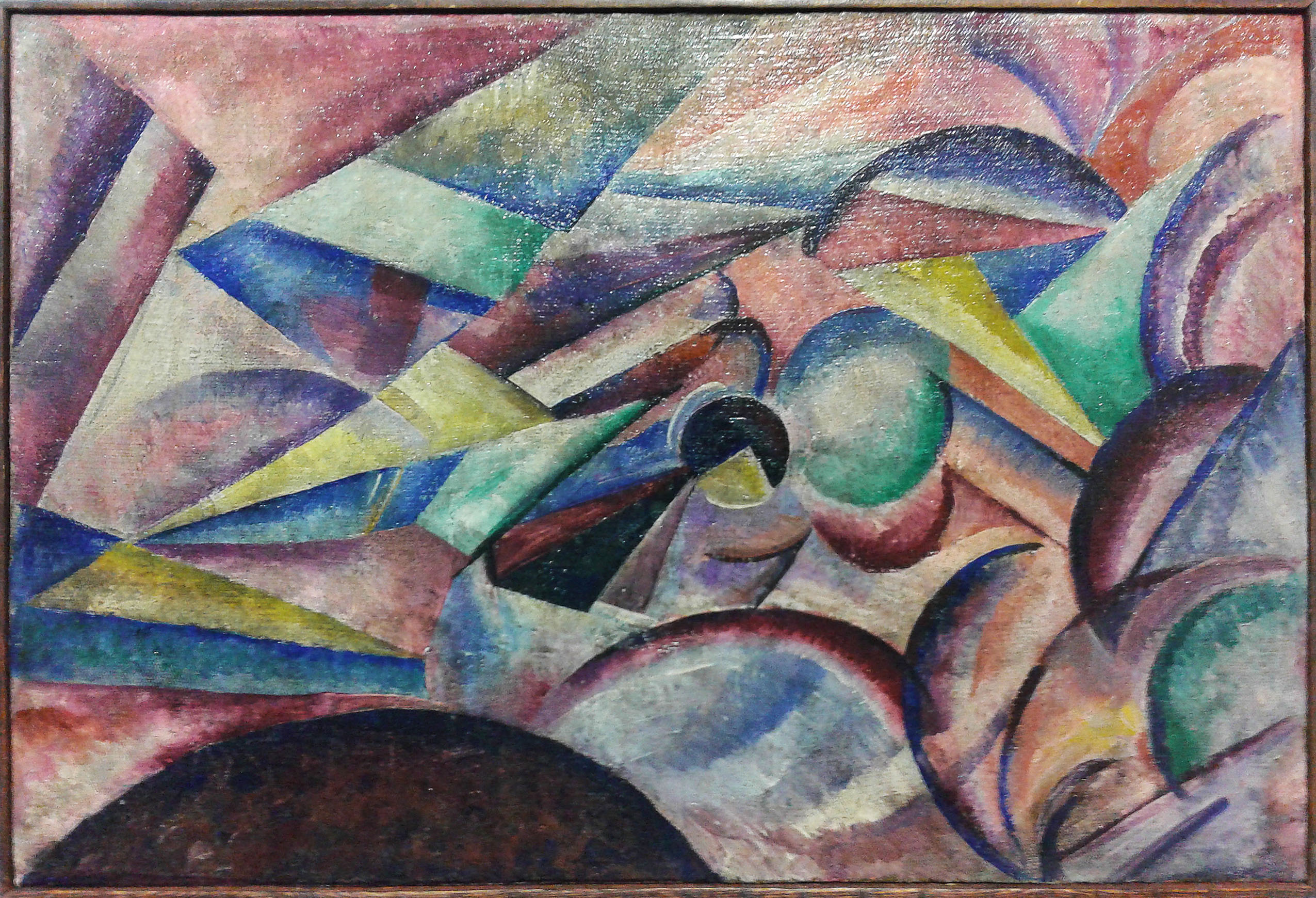
Олександр Богомазов. «Космос», 1910-ті. (Виставка творів із приватної колекції І.Диченка)

Національний культурно-мистецький та музейний комплекс «Мистецький арсенал» розташований на Печерську. Це одна з трьох історичних частин Києва, що упродовж століть пов’язана зі Свято-Успенським Києво-Печерським монастирем, що був заснований у 1051. За даними дослідниці О. Крайньої, із 1540-х в структурі обителі існувала жіноча чернеча громада. «Візерунок цнот» − панегірик архімандриту Печерської лаври Єлисею Плетенецькому  (1619), містить найранішу згадку про Вознесенський Печерський дівочий монастир.
У 1688-1707 ігуменею монастиря була Марія Мазепина (у схимі – Марія Магдалина). Завдяки меценатству її сина гетьмана Івана Мазепи Вознесенський монастир досяг справжнього розквіту. Коштом Марії Магдалини у 1701-1705 замість дерев’яної Вознесенської церкви зводиться величний кам’яний п’ятиглавий собор з трьома престолами та дзвіниця, а також церква Покрови Богородиці.
На території Старої Печерської фортеці, на перетині вулиць Лаврської (колишня вулиця І. Мазепи) і Цитадельної розташована будівля Арсеналу (1784–1803).
Він був зведений на місці Вознесенського жіночого монастиря, споруди якого після закриття (1712) використовували як артилерійський цейхгауз, з 1768 — як «гарматний двір», де ремонтували або виготовляли гармати, артилерійське спорядження тощо.
1750 — наказ про спорудження у Києві великого «магазейна» (арсеналу) підписала імператриця Єлизавета Петрівна.
1764 — видано «Положення про арсенальну команду», підпорядковану Київському артилерійському гарнізону.
1784 — було закладено будівлю Арсеналу.
Макет Арсеналу, що будувався в Києві, бачив у Петербурзі в 1787 венесуельський політичній діяч Франсіско Міранда.
У 1797 військове керівництво уклало контракт із київським купцем Григоренком, який зобов'язався розібрати Вознесенську церкву і побудувати споруду Арсеналу.
Будівництво Арсеналу завершили через 12 років за Павла I, який виділив на нього великі кошти. Загальна вартість робіт склала 437 567 крб.
Вже на початку XIX ст. Стара Печерська фортеця повністю втратила свою оборонну роль і перетворилась на виробничо-складський комплекс. Упродовж наступних років більшість в’їзних брам цитаделі було розібрано, а у валах зроблено прорізи для прокладання вулиць, проходів і навіть залізничної колії.
Після завершення будівництва 25 травня 1803 Арсенал передано під командування генерал-майора артилерії Полєтаєва. У плані прямокутний (168x135 м) із заокругленим наріжжям, має внутрішнє подвір'я з чотирма ворітьми, розташованими по осі фасадів. Планування зального типу, з розміщеними у два ряди опорними стовпами, що несуть на першому поверсі склепінчасті перекриття (прогін 8,75 м) і на другому кроквяні ферми з підвісними стелями. Під західною частиною споруди міститься підвал. Внутрішні кам'яні сходи розміщено попарно біля південних, північних і східних воріт. Стіни, які мають завтовшки близько 2 метрів та склепіння складено з світло-жовтої київської цегли (тому сучасники називали Арсенал «порцеляновим»). На подвір'ї були пандуси для вкочування гармат на другий поверх (не збереглися). Довгасті фасади чітко поділяються на два яруси. Нижній, з рівномірно розставленими арковими прорізами, оброблено великим дощаним рустом. Рівні площини другого поверху з прямокутними, обрамленими простою лиштвою вікнами, завершуються спрощеними доричними фризом і карнизом. Головними архітектурними акцентами фасадів є портали воріт. Портал головного входу оздоблено пілястрами доричного ордера. Ворота бічних фасадів утоплено в нішах, оформлених колонами тосканського ордера.
Арсенал — перша класицистична споруда в Києві. Однак, заокруглені роги будинку, характер ніш у порталах, окремі віконні лиштви на західному фасаді нагадують добу зникаючого бароко.
Виробничі приміщення Арсеналу розміщувалися таким чином: на першому поверсі були майстерні, вартівня та команда чергового офіцера, на другому майстерні, канцелярія управління, контора, креслярня. Тут виробляли і ремонтували гармати (єдинороги, мортири), спорядження до них, лафети, дроги для мортир, під мортирні верстати, а також гранати, бомби, ядра, картеч, кінську збрую, холодну зброю, кулі різного калібру. Кількість майстерень та їхня спеціалізація часто змінювалися залежно від вимог виробництва. Загальна кількість робітників на Арсеналі постійно зростала. Арсенал виконував також функції сховища зброї. Тільки у 1817 тут налічувалося 46 000 нових рушниць, 2 000 палашів, 3 500 тесаків тощо. Під час війни споруда мала слугувати оборонним цілям; тут можна було розмістити під час облоги гарнізон із 2 000 осіб і понад 2 000 пудів пороху в бочках.
До останнього часу Арсенал використовувався як промисловий будинок. Ця велика для свого часу споруда сьогодні відіграє важливу містобудівну роль у забудові заповідної території Старої Києво-Печерської фортеці.
Коли на території заводу «Арсенал» вирішили зробити культурний центр, там стали проводити археологічні розкопки. Так було знайдено поховання черниць, у тому числі матері Івана Мазепи. Загалом під Арсеналом знайшли більше 260 поховань.
У 1979 комплекс Арсеналу з прилеглою територією отримав статус пам’ятки архітектури та військової інженерії, що не заважало до початку XXI століття використовувати заповідну територію для військово-промислових потреб.
З 2003 став культурно-мистецькою установою. Сьогодні паралельно із проведенням виставок триває реставрація приміщень та ведеться робота зі створення сучасного музейного комплексу, який представлятиме історію українського мистецтва від давнини до сучасності, прийматиме колекції із світових музеїв, стане осередком розвитку творчих ініціатив. 
3 лютого 2010 наданий статус національного.

## Проєкти Мистецького арсеналу

### NEOсвітній Арсенал
Проєкт срямований на «поєднання й взаємне підсилення культури й науки, мистецтва й технологій». До проєкту «NEOсвітній Арсенал» були залучені музеї, бібліотеки, інституції культури, організації-популяризатори науки, та інші ініціативи, які побудовані на концепції «освіти через гру».
Перший фестиваль пройшов у 2020. Фокус-темою фестивалю була: «Супермозок: ліва/права півкуля».
Серед іншого, в межах фестивалі відбулися дискусії із тодішньою міністеркою освіти Ганною Новосад та акторами й акторками серіалу «Перші ластівки».

### Підліткова рада
Підліткова Рада Мистецького арсеналу — група активних підлітків (15-17 років), яка долучається до діяльності музею в ролі волонтерів-стажерів і кураторів власних проєктів у рамках роботи освітнього відділу Мистецького арсеналу. Основна ідея — дати можливість підліткам побачити музейну інституцію зсередини та безпосередньо долучитися до її роботи. Склад Підліткової Ради є флюїдним: перед початком кожного виставкового проєкту проводиться новий набір. Найбільш зацікавлені учасники й учасниці залишаються з проєкту в проєкт.

### Amici
«Амічі» — художні майстерні для людей з інвалідністю в рамках міжнародного руху Gli Amici (Друзі).
Майстерні були започатковані в Києві волонтерами руху «Молодь за мир» у березні 2019, а в грудні 2019 — підписаний Меморандум про співпрацю з Мистецьким арсеналом. У його рамках Мистецький арсенал надає публічний простір для проведення мистецьких занять, а також залучає учасників майстерень до відвідування освітніх подій. «Амічі» об’єднують дорослих людей з інвалідністю, які живуть у державних геріатричних пансіонатах, та помічників-волонтерів. Зустрічі відбуваються по суботах раз на два тижні. Вони є відкритим майданчиком для неформального спілкування молодих людей, а також спільної практики мистецтва. Попри те, що майже всі учасники не є професіональними художниками, мистецтво та різні його прояви стають способом виражати думки та реагувати на навколишній світ. Майстерні «Амічі» керуються принципами поваги й толерантності, цінують гідність та намагаються більше включати людей з інвалідністю в соціальну взаємодію.

## Керівництво
Директори:
- 2006-2007 — Валерій Ємельянов;
- 2007-2010 — Ігор Дідковський;
- з травня 2010 по липень 2016 — Наталія Заболотна;
- з липня 2016 — Олеся Островська-Люта.

## Виставки
- 18–27.05.2007. Виставка робіт фіналістів конкурсу «Музей сучасного мистецтва – лабораторія-імпровізація».
- 07–14.09.2007. Міжнародний фестиваль сучасного мистецтва «ГОГОЛЬfest».
- 05–30.03.2008. Виставка Олександра Печорського і Олександра Жуковського «Південні барви».
- 01–20.04.2008. Фотопроєкт Максима Афанасьєва «Ландшафти».
- 23 серпня 2009 року, напередодні Дня незалежності  в Мистецькому Арсеналі відкрилася  виставка «De profundis» («Із глибин»), присвячена українській скульптурі. Офіційне відкриття Мистецького арсеналу[17] [18] [7]
- 11–27.09.2009. Міжнародний фестиваль сучасного мистецтва «ГОГОЛЬfest».
- 9–14.11.2010. П’ятий міжнародний художній ярмарок «ART KYIV contemporary-2010».
- 15–26.12.2010. «Третій Великий Антикварний Салон 2010». Представив колекцію «Шедеври сакрального мистецтва України XVI–XVIII століть» із зіркових зібрань провідних українських музеїв у рамках спеціальної програми «Музей-гість» — унікальні експонати, що досі перебували в музейних сховищах Чернігівського обласного історичного музею ім. В. В. Тарновського, Нікопольського краєзнавчого музею, Національної галереї мистецтв у Львові, Львівського музею історії релігії, Музею книги і друкарства України, Національного заповідника «Софія Київська» та Музею «Духовні скарби України».
- 17.02–13.03.2011. П’ятий Великий скульптурний салон 2011. Вперше в Україні представлено колекцію – повне зібрання шедеврів пластики неперевершеного майстра французького імпресіонізму Едгара Дега (1834–1917). Представлено твори 40 провідних українських майстрів скульптури, які своїми добірними колекціями презентують яскраву палітру тенденцій сучасної української пластики.
- 03.03.-17.04.2011. Жанна Кадирова «Неявні форми». Maлa Галерея Мистецького Арсенала;
- 05–28.04.2011. Міжнародний тиждень сучасного мистецтва «Космічна Одіссея 2011».
- 13–22.05.2011. Мистецький форум «FINE ART UKRAINE 2011». Грандіозна експозиція під назвою «ШКОЛА», до якої ввійшли роботи найбільш вагомих постатей українського мистецтва 1930–1980-х років – випускників Національної Академії образотворчого мистецтва та архітектури України.
- 28.05–01.06.2011. Перший міжнародний книжковий форум «Книжковий Арсенал».
- 22.06–17.07.2011. Виставковий проєкт «Василь Єрмілов».
- 23.08.–18.09.2011. «Незалежні». Нове мистецтво нової країни 1991–2011 рр.
- 30.09.–09.10.2011. Персональна фотовиставка Ігоря Гайдая «РАЗОМ.UA».
- 25.11.2011. Виставка-проєкт «Правда рятує од смерті…», присвячена трагедії, що сталася у Биківнянському лісі та пам’яті сотень тисяч невинно вбитих людей.
- 23.11–04.12.2011. Виставка «60 років світового сучасного мистецтва». Проєкт спільно з португальською галереєю Cordeiros.
- 09–18.12.2011. «Четвертий Великий Антикварний Салон 2011». Унікальна експозиція старовинної зброї XVI-XVIII ст. «Арсенал в Арсеналі»
- 24.05.–31.07.2012. Перша Київська міжнародна бієнале сучасного мистецтва «ARSENALE 2012». Найкращі часи, найгірші часи – відродження та апокаліпсис у сучасному мистецтві.
- 06–30.09.2012. Інноваційний культурно-освітній проєкт для дітей та молоді «SPARK! LAB – лабораторія для справжніх винахідників!» [19].
- 19–23.09.2012. Music Box, KyivOutpost.
- 04–07.10.2012. ІІ Міжнародний фестиваль «Книжковий Арсенал 2012».
- 13–30.09.2012. VI Великий скульптурний салон 2012. Цадок Бен-Девід (Zadok Ben-David). Проєкт Simple Lines (Прості Лінії), і до нього входять три масштабні роботи: Evolution and Theory (Еволюція і Теорія), Blackfield (Чорне Поле), Blackflowers (Чорні Квіти).
- 01-18.11.2012. Форум художніх проєктів «VII ART-KYIV Contemporary 2012».
- 06–16.12.2012. V Великий Антикварний Салон. Проєкти: «Колекція в колекції». Галерея портретів знаного козацько-старшинського роду Галаганів та споріднених з ним відомих українських родин. Виставка творів Олекси Новаківського із колекції професора Миколи Мушинки (Пряшів, Словаччина). «Анатолій Лимарєв. Ретроспектива». «Світлотінь» – мультимедійна інсталяція, присвячена пам’яті Миколи Вінграновського.
- 17.01-27.01.2013 «Такі вони заробітки» Олег Харч, Maлa Галерея Мистецького Арсенала;
- 21.02.-10.03.2013. Персональна виставка Анатоля Степаненко «Метаботаніка-2. Побічні рудименти творчого процесу», Maлa Галерея Мистецького Арсенала;
- 27.02.-10.03.2014. Тарас Шевченко| Шевченкоманія.
- 2015 року в Арсеналі пройшла виставка унікальної приватної колекції Ігоря Диченка, який присвятив своє життя дослідженню творчості українських художників XX ст.[20]
- 13.01–31.01.2016. «Іван Марчук. Генотип вольності».
- 11.02–14.02.2016. «Арсенал Любові».
- 09.02–13.03.2016. «Марія Примаченко. Неосяжне».
- 07.03–13.03.2016. «Мистецька Масниця».
- 23.03–10.04.2016. Масштабний музейний проєкт «Тіні забутих предків. Виставка».
- 20.04–24.04.2016. VI міжнародний фестиваль «Книжковий Арсенал».
- 27.04–09.05.2016. «Clouded Lands».
- 19.05–22.05.2016. «Фестиваль Етносвіт».
- 01–05.06.2016. «Арсенал ідей» 2016.
- 09.06–07.08.2016. «Малевич+».
- 12.07–07.08.2016. Олександр Дубовик. «Архів застережень».
- 20.10–27.11.2016. «Ефемероїди. XX століття у плакаті».
- 14.12–18.12.2016. «Різдвяний Арсенал».
- 10–25.12.2016. «Як тебе звати?».
- 27.10–27.12.2016. «Горизонт подій».
- 23.02.—26.03.2017. Олександр Гнилицький. Реальність ілюзії.
- 02.03.—26.03.2017. Музей новин.
- 13.04.—09.05.2017. Чисте мистецтво.
- 29.06.—30.07.2017. Мистецька праця. ART/WORK.
- 15.06.—06.08.2017. IN PROGRESS. Дрес-код України доби Незалежності.
- 28.09.—29.10.2017. Фестиваль молодих українських художників.
- 09.11.—17.12.2017. Уявний путівник. Японія.
- 07.12.2017—28.01.2018. Бойчукізм. Проект «Великого стилю».
- 01.03.—06.05.2018. FLASHBACK. Українське медіа-мистецтво 1990-х.
- 25.05.—24.06.2018. Андерс Петерсен. «Кафе Лемітц».
- 21.06.—29.07.2018. Кирил Проценко. Палкий.
- 12.07.—12.08.2018. Швидкорозчинний час.
- 17.10.—02.12.2018. Курбас: Нові світи.
- 21.11.2018—27.01.2019. Революціонуймо.
- 26.02.—05.05.2019. Дивовижні історії Криму.
- 22.05.—30.06.2019. Обабіч.
- 13.06.—11.08.2019. Олег Голосій. Живопис нон-стоп.
- 12.12.2019—19.01.2020. СПЕЦВАНТАЖ! Історії повернення українських культурних цінностей.
- 17.10.2019—19.01.2020. Параска Плитка-Горицвіт. Подолання гравітації.
- 03.07.—16.08.2020. Відбиток. Українська друкована графіка XX-ХХІ століть.
- 18.09.2020—24.01.2021. Андрій Сагайдаковський. Декорації. Ласкаво просимо! [21] [22] [23] [24]
- 15.10.2021-30.01.2022. "Футуромарення".
- 10.06-21.08.2022."Виставка про наші відчуття".[25]
- 25.11.2022-26.02.2023. "Серце землі".
- 20.04.-30.07.2023. "Форми присутності".
- 09.11.2023-31.03.2024. Співіснування з темрявою
- 30.05.2024-09.06.2024. Жені Олійник. Пелікан.[26]

## Галерея

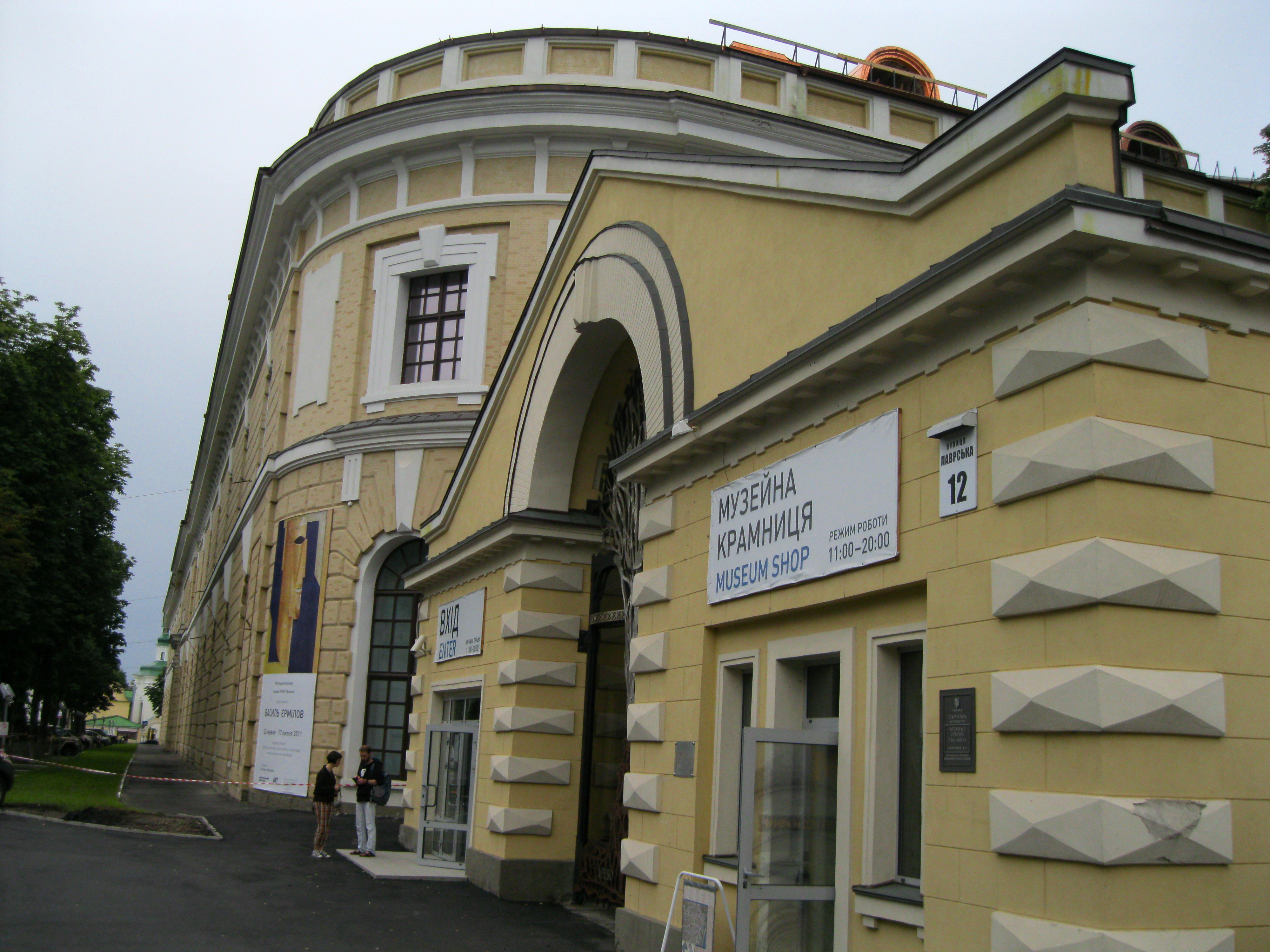
Центральний вхід
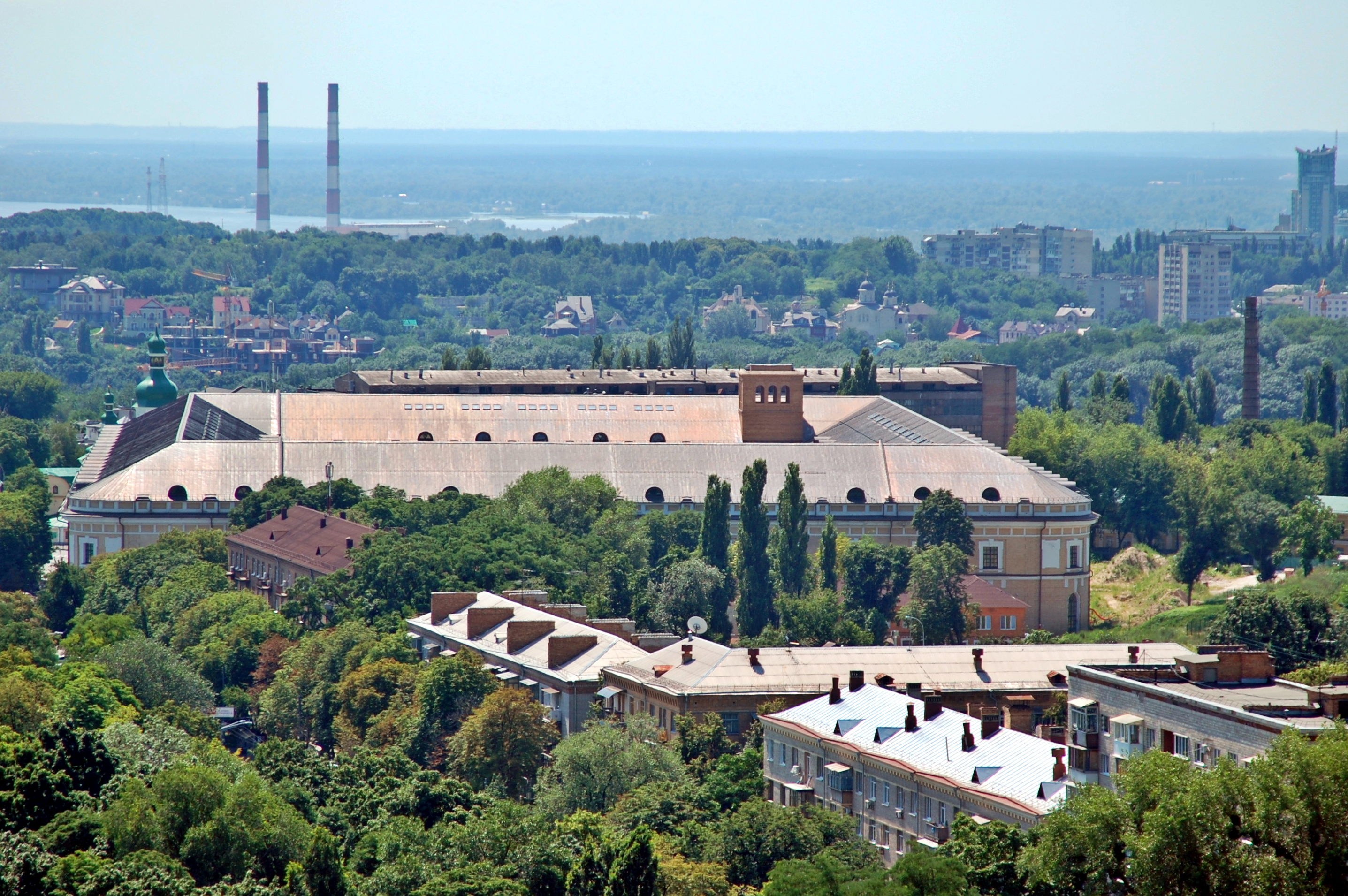
Вид згори
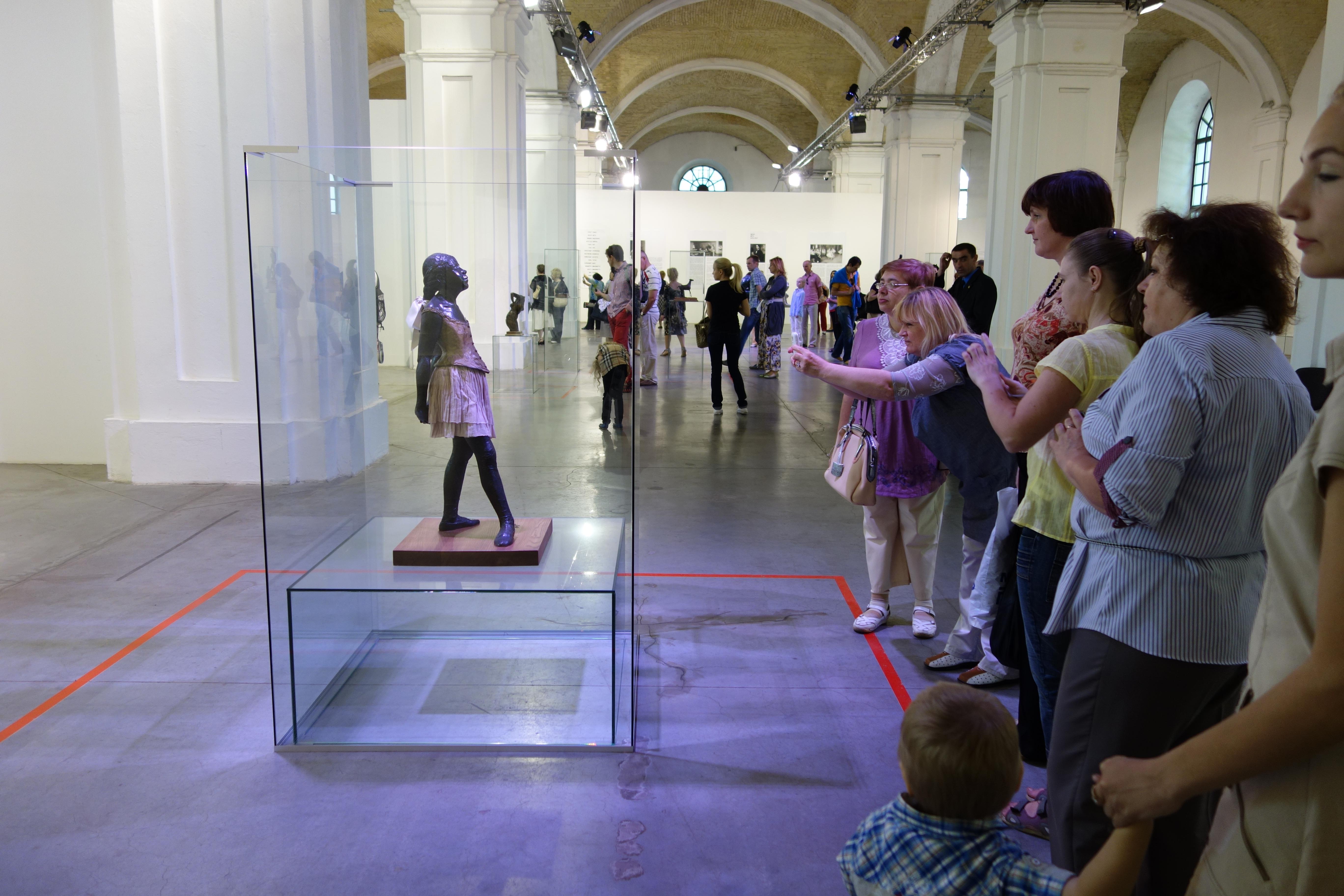
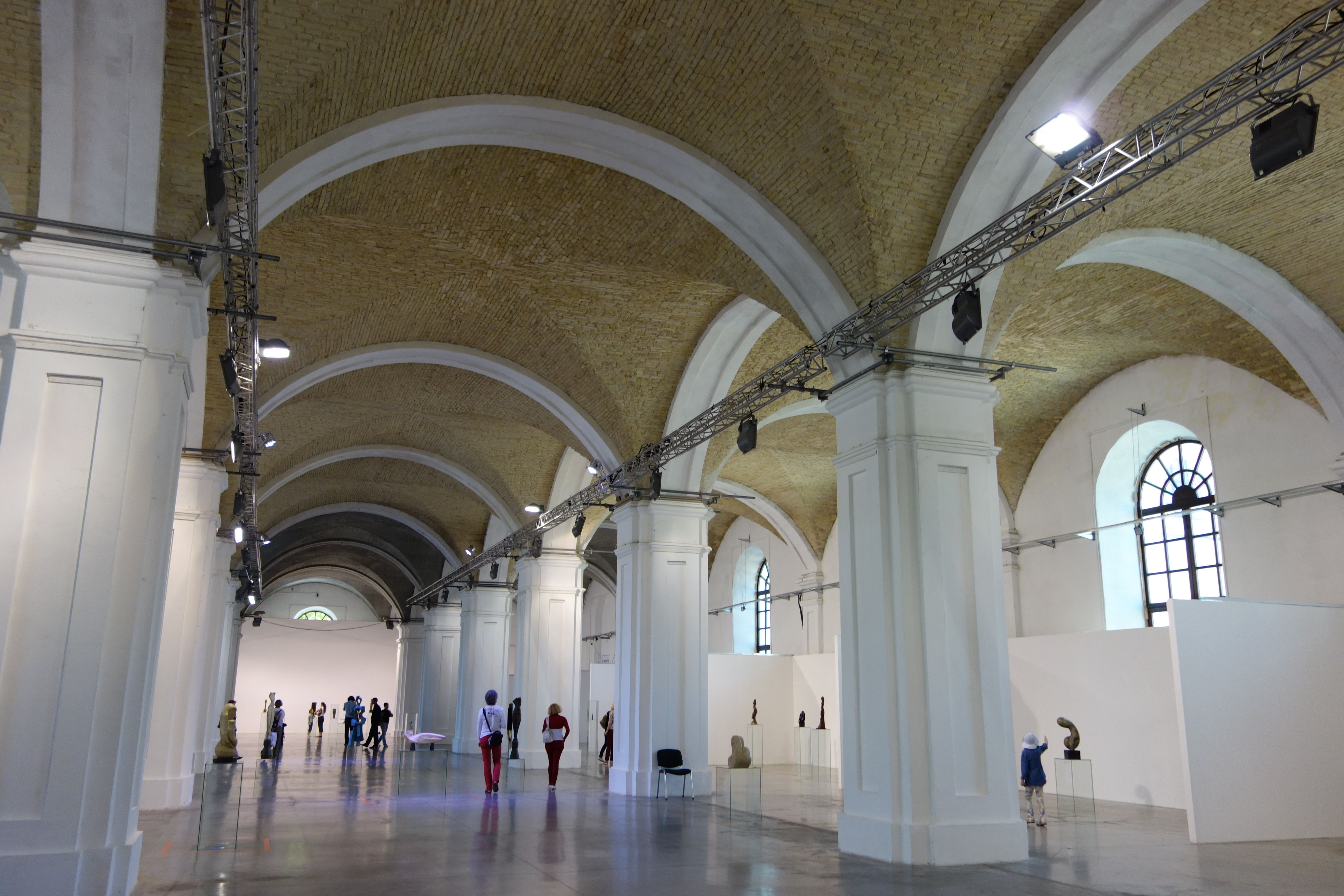
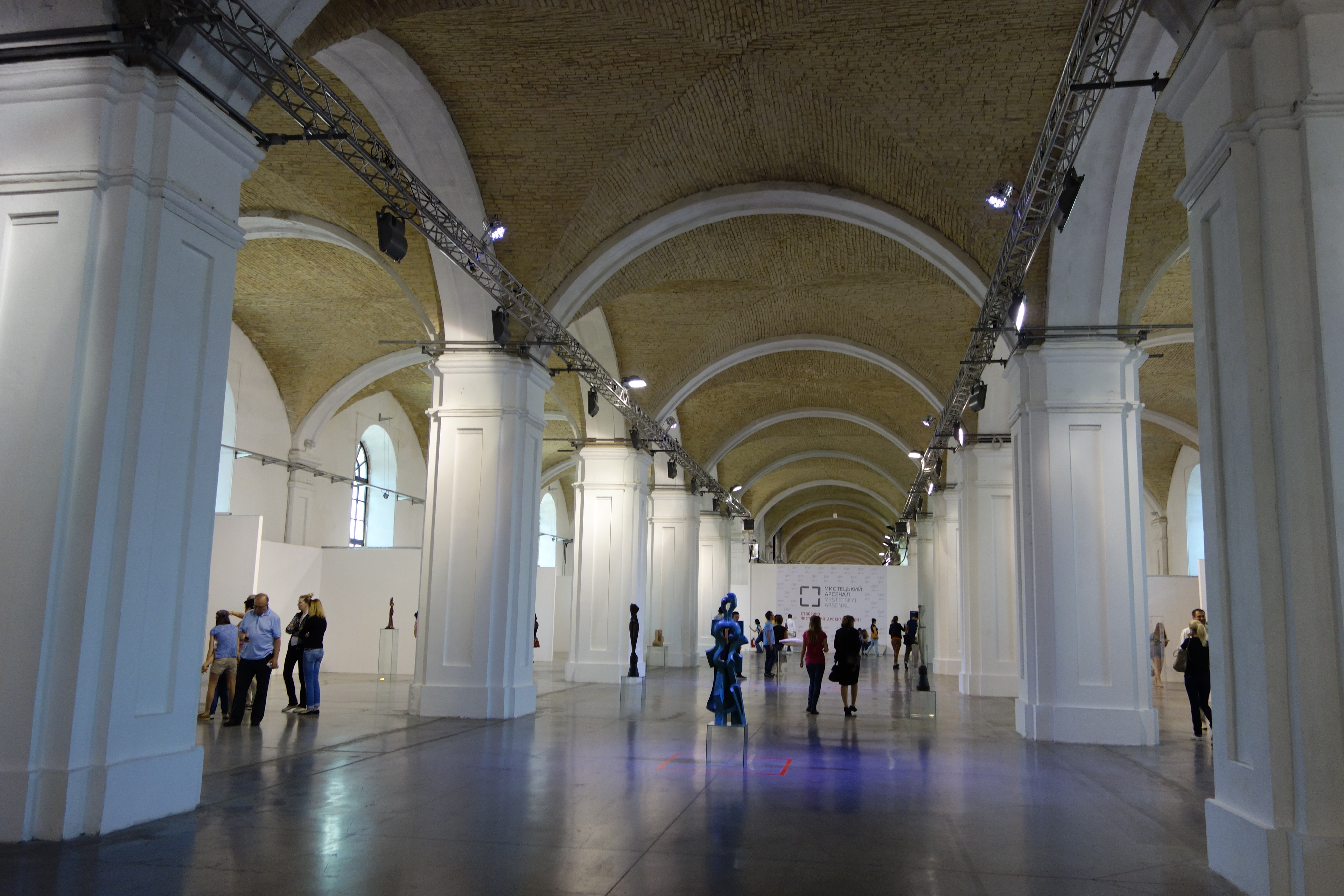
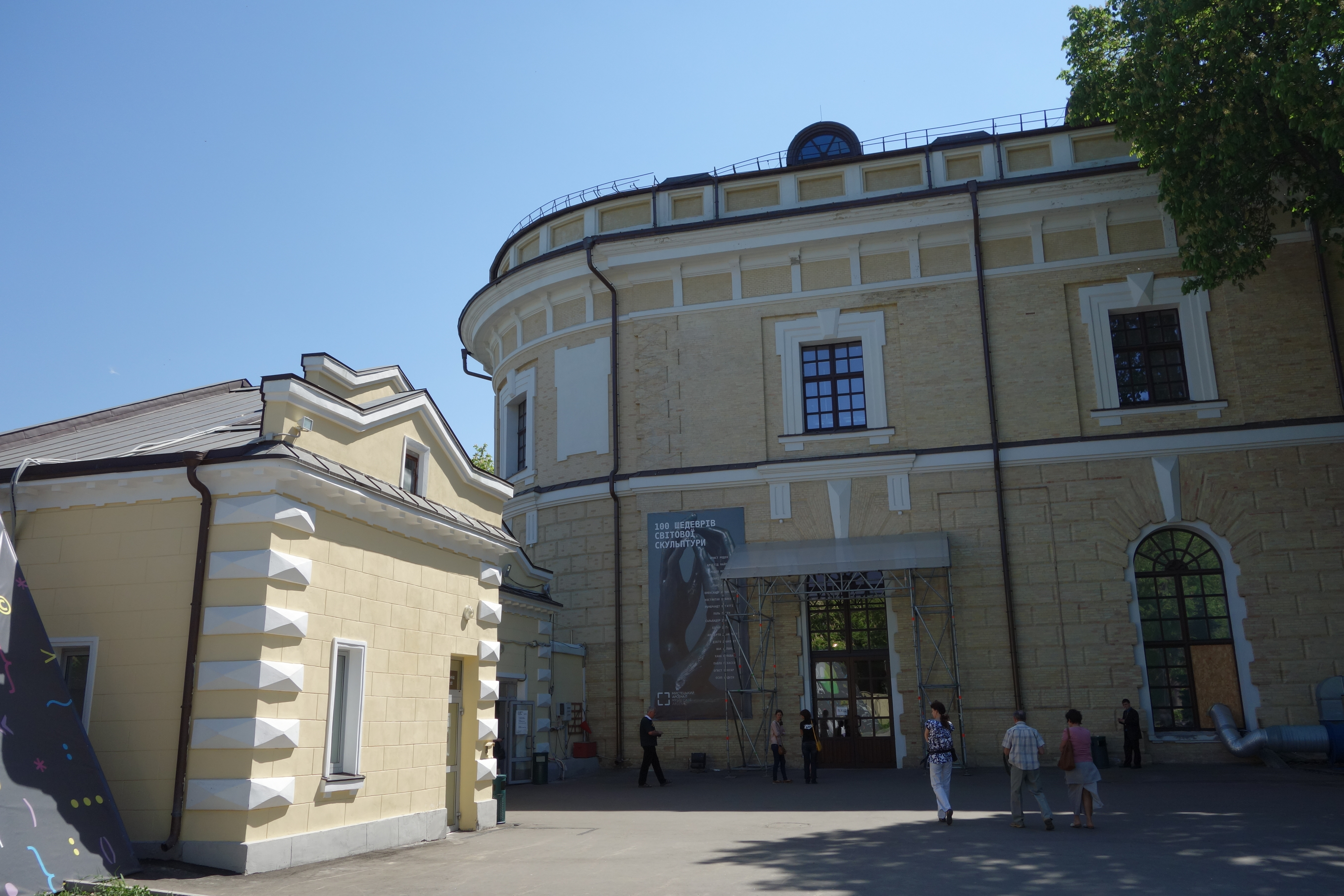
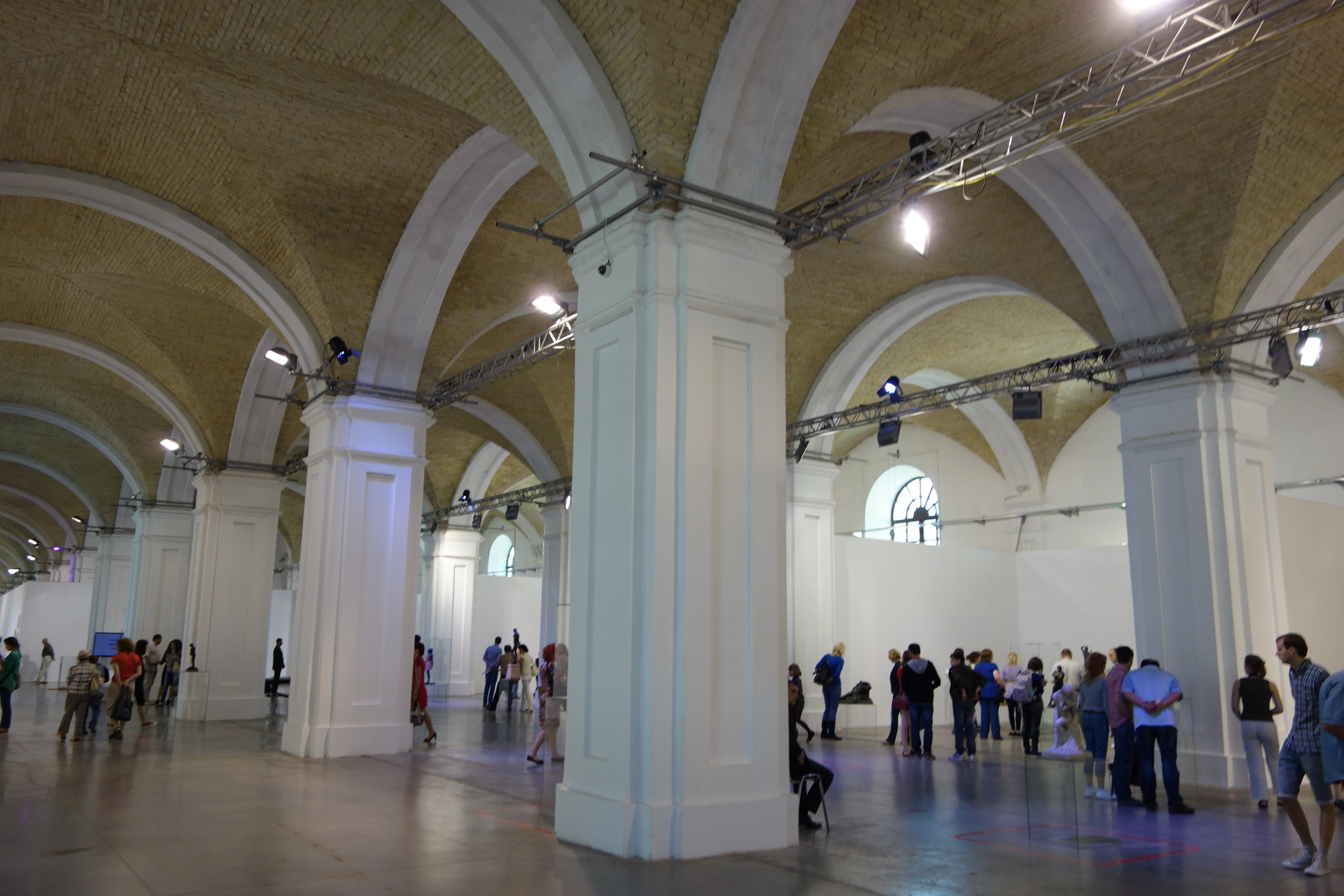
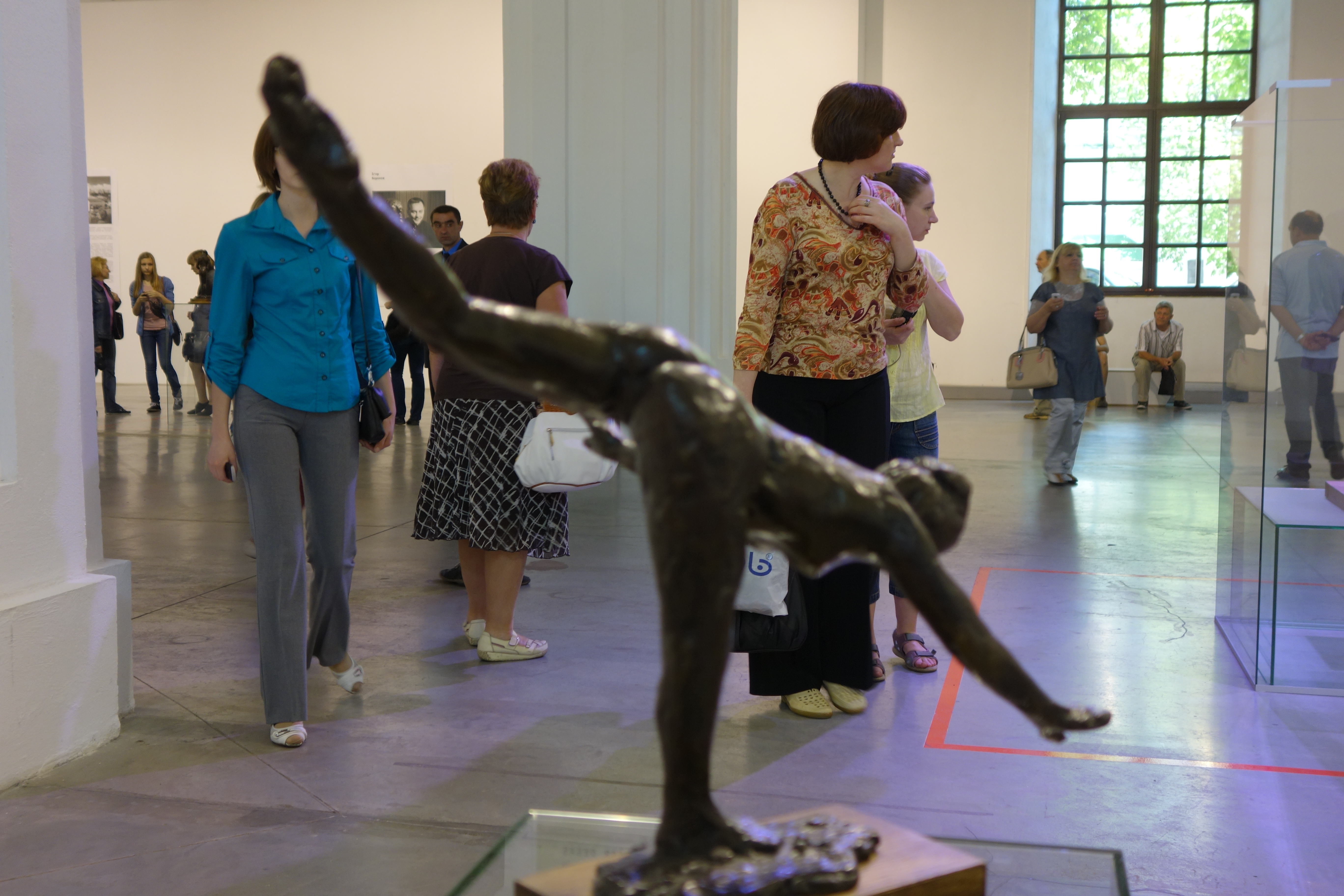
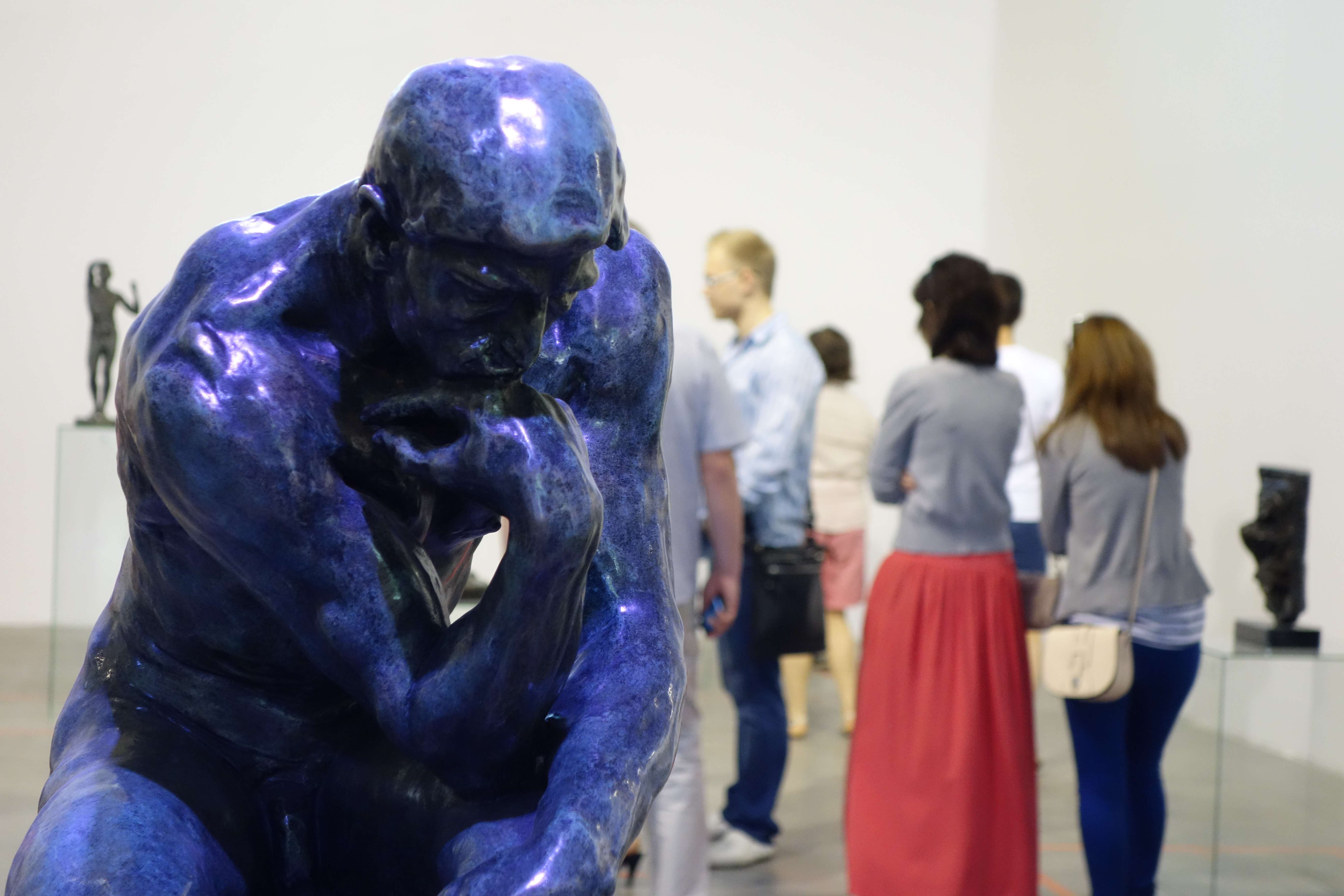
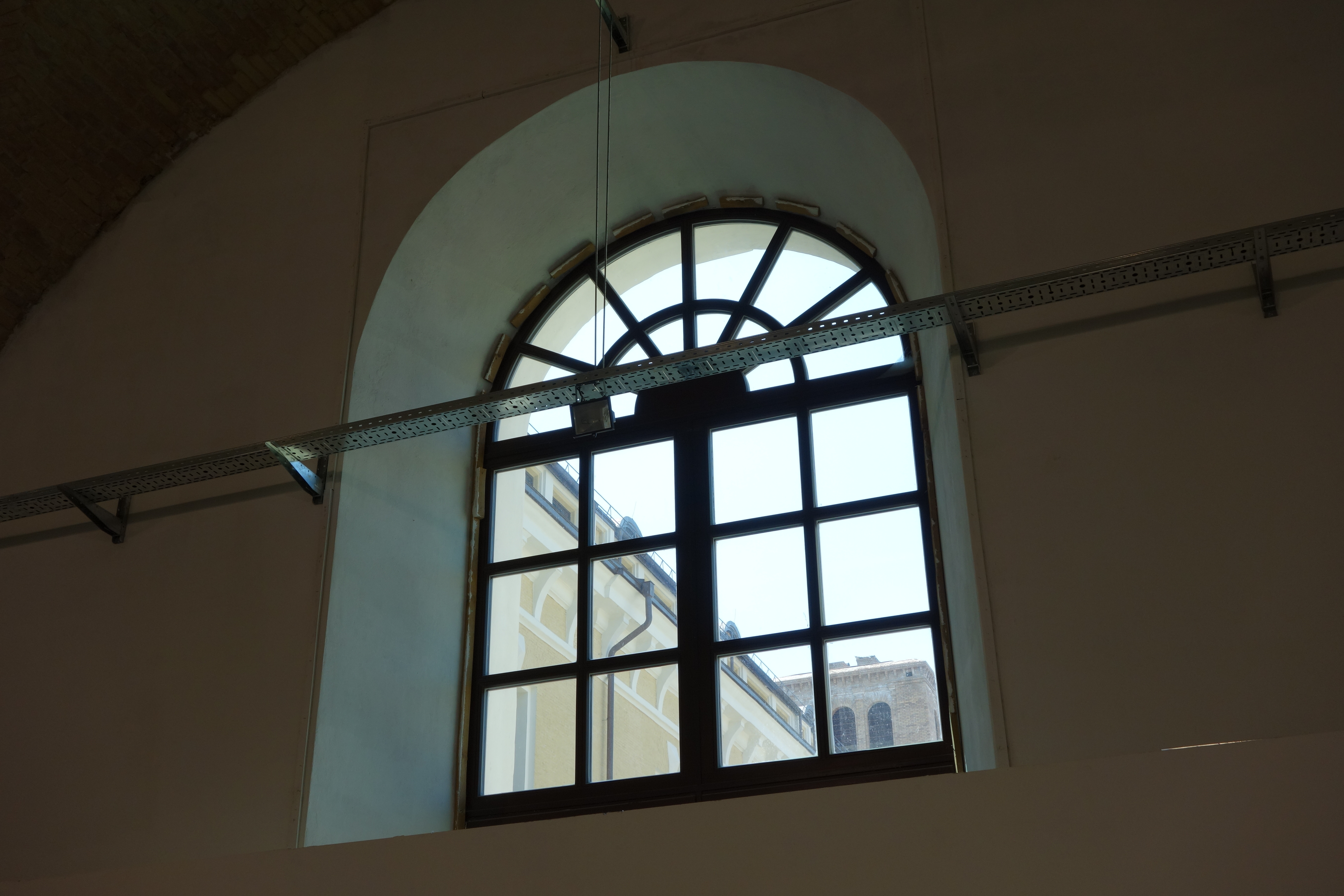
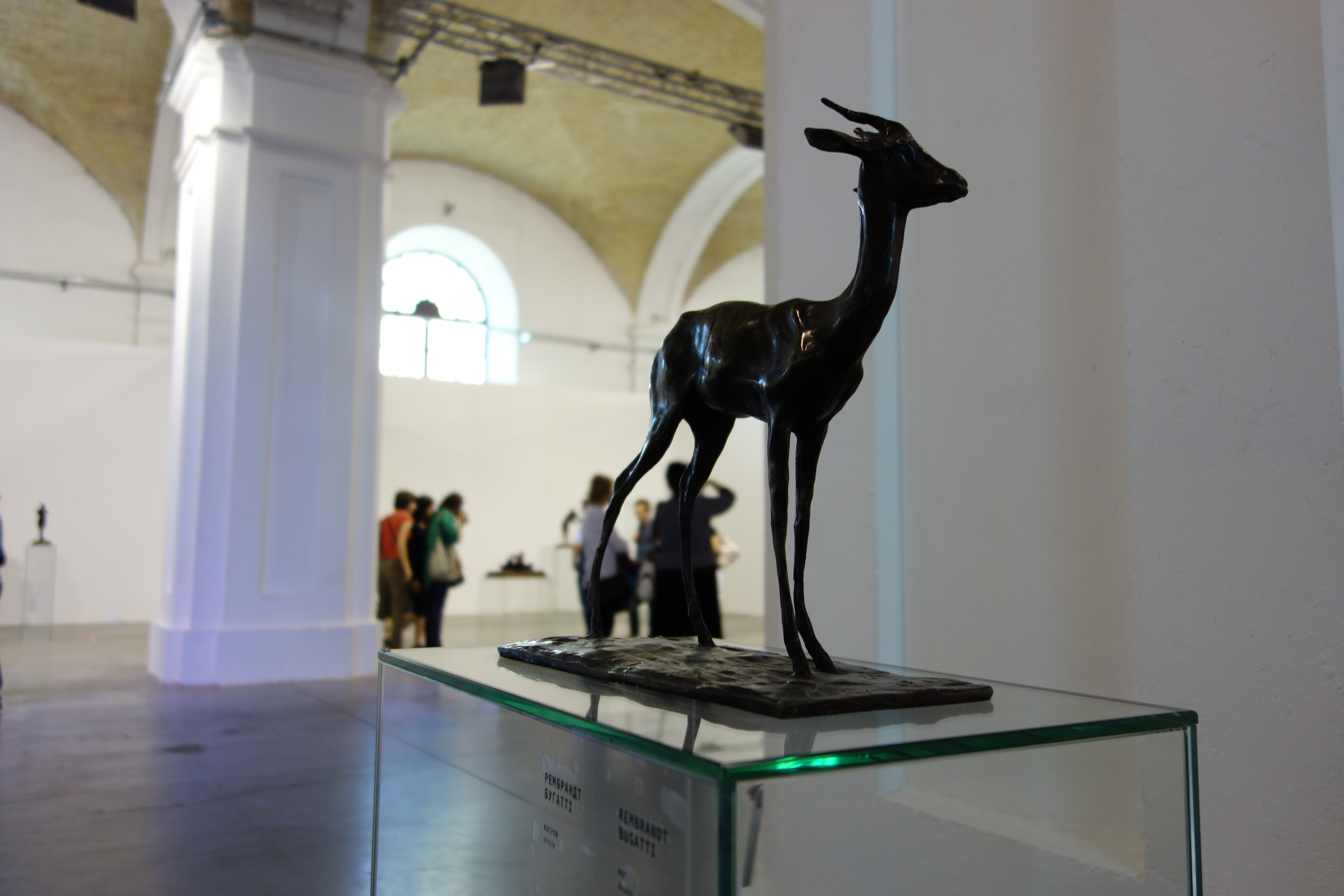
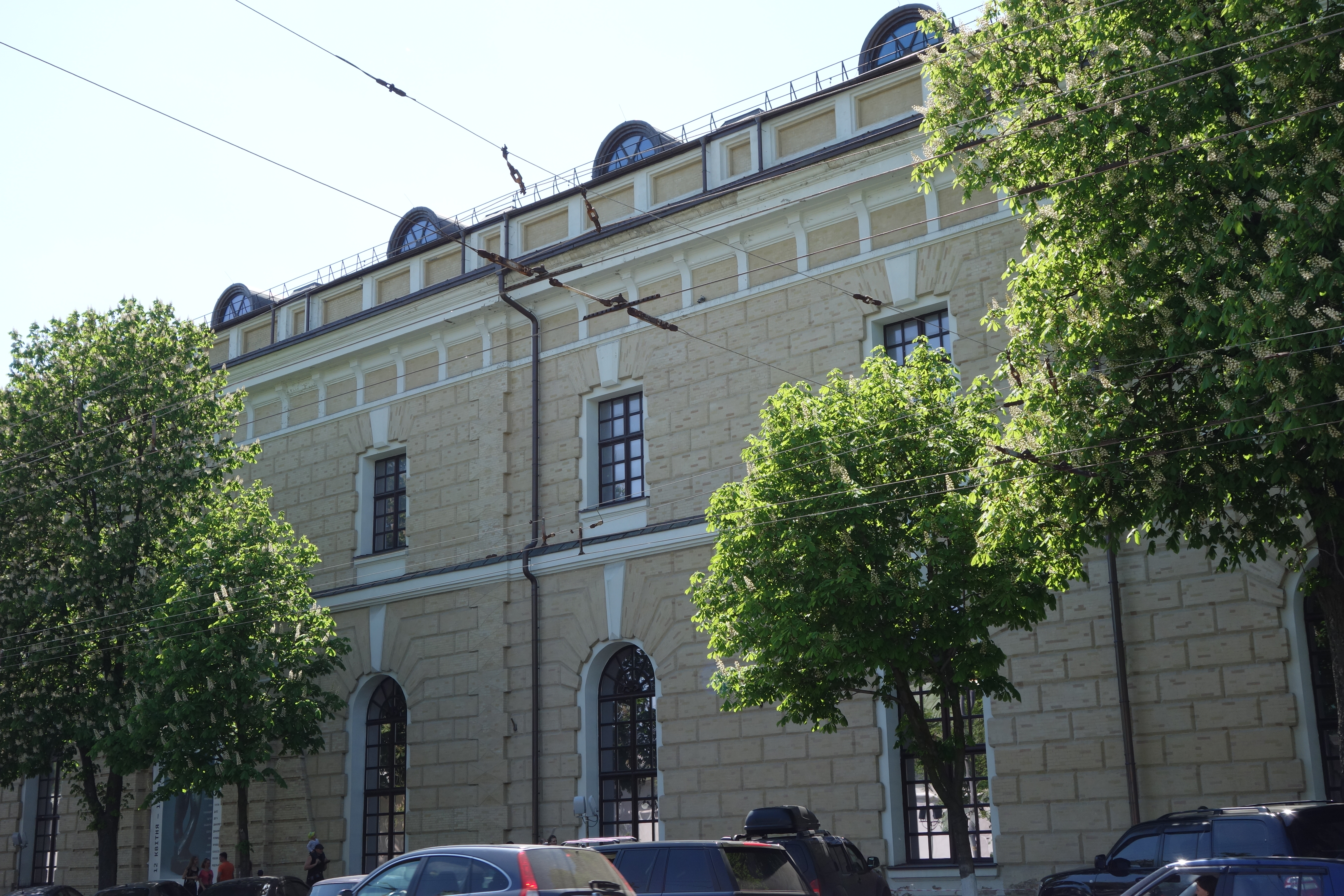
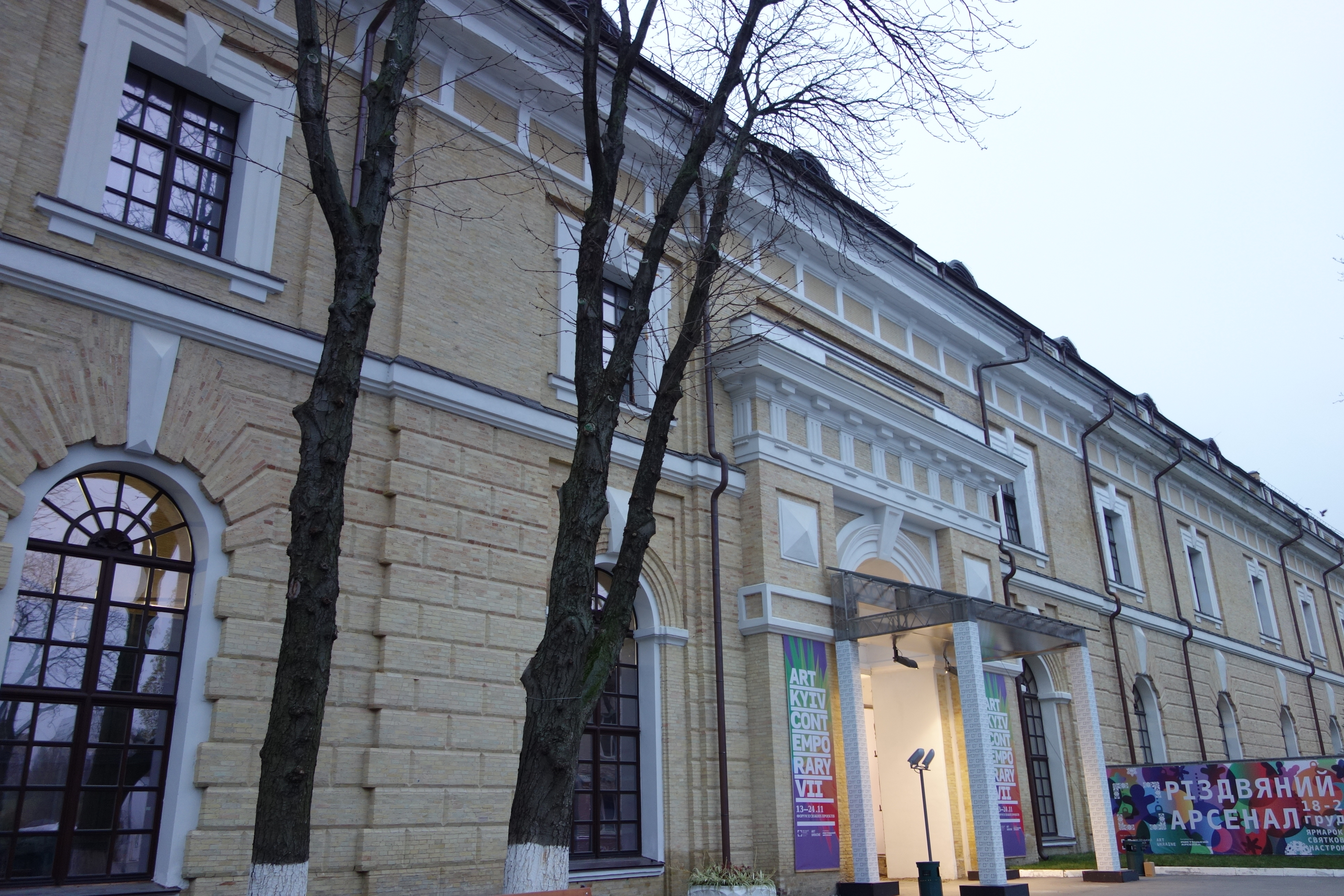
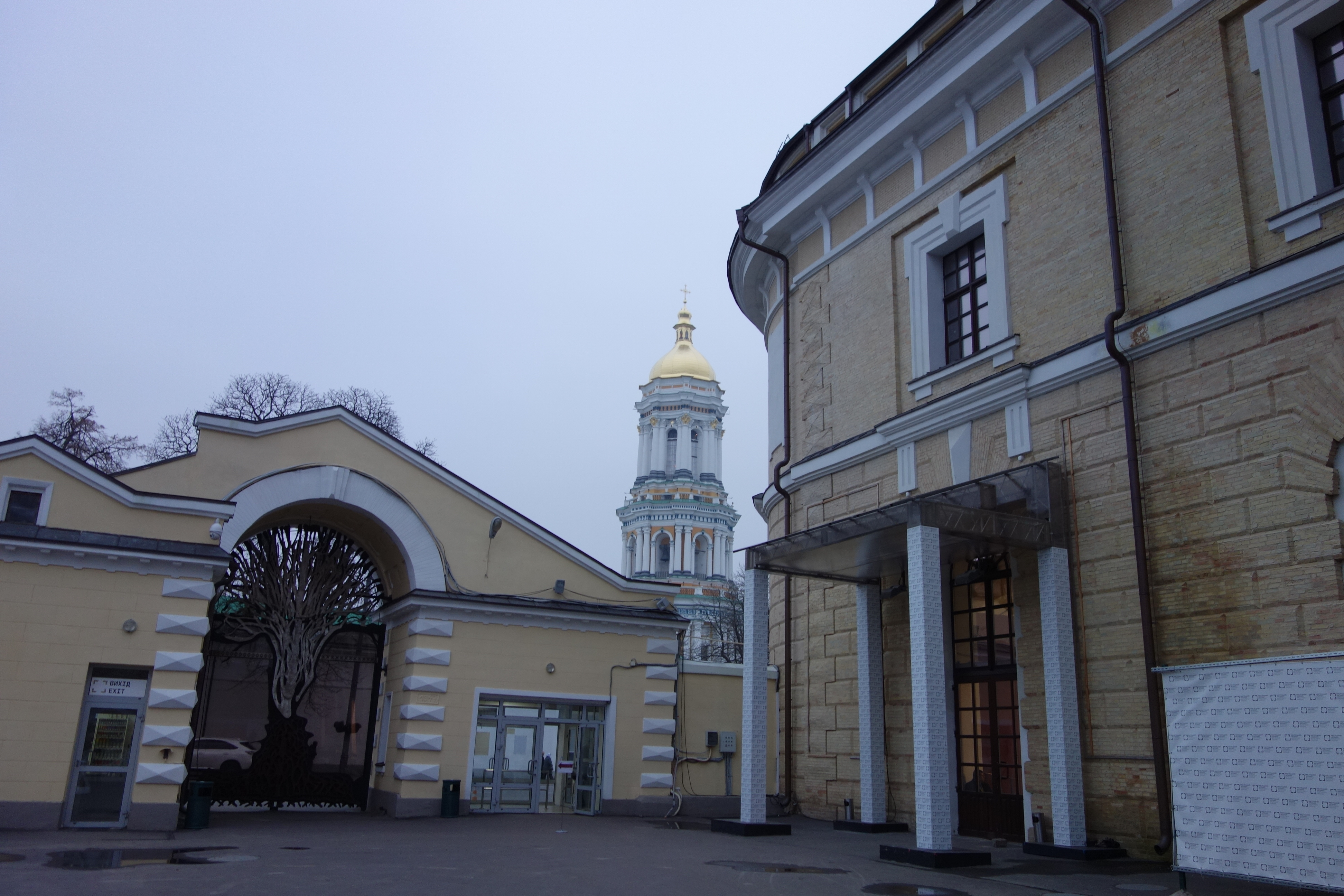
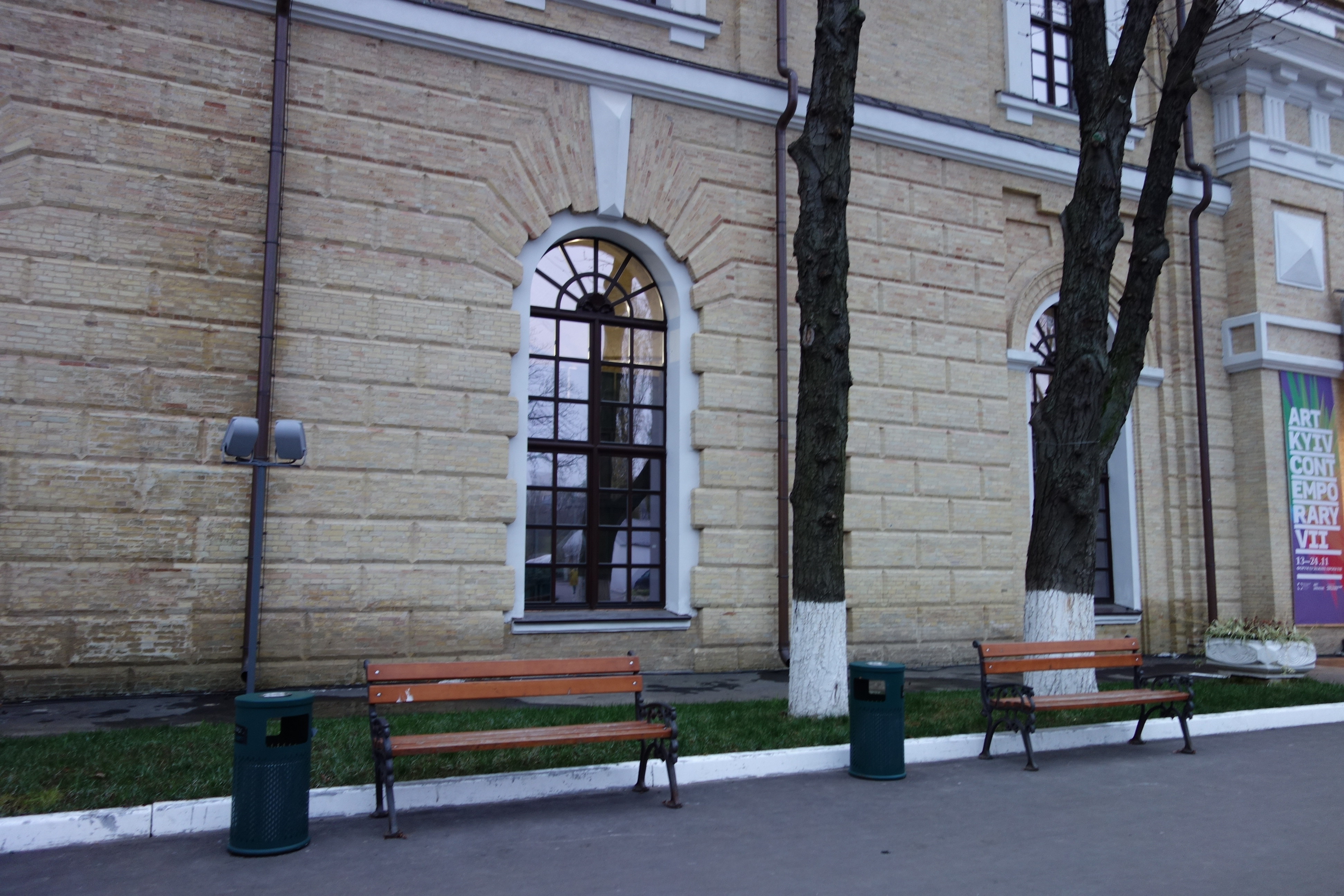
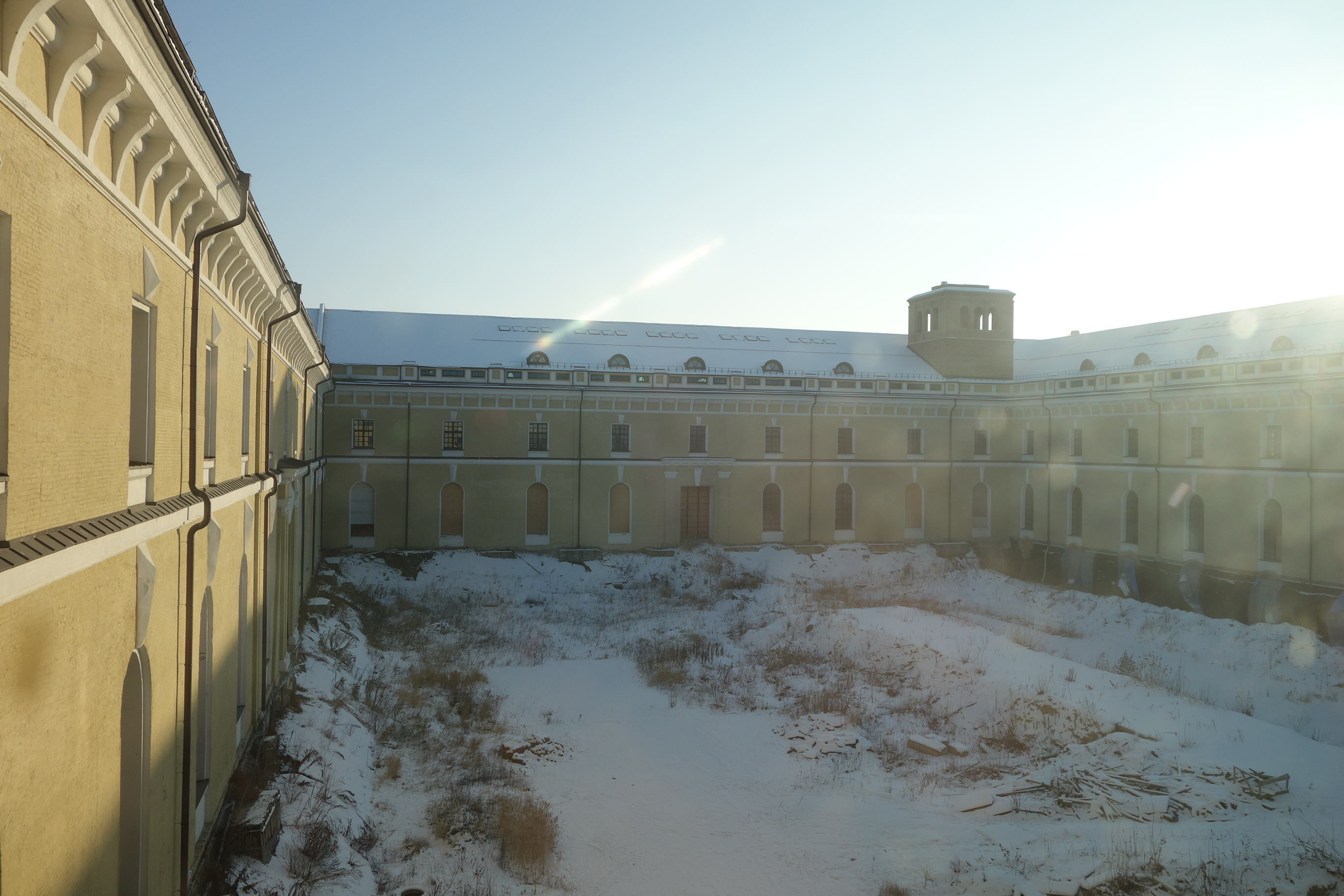
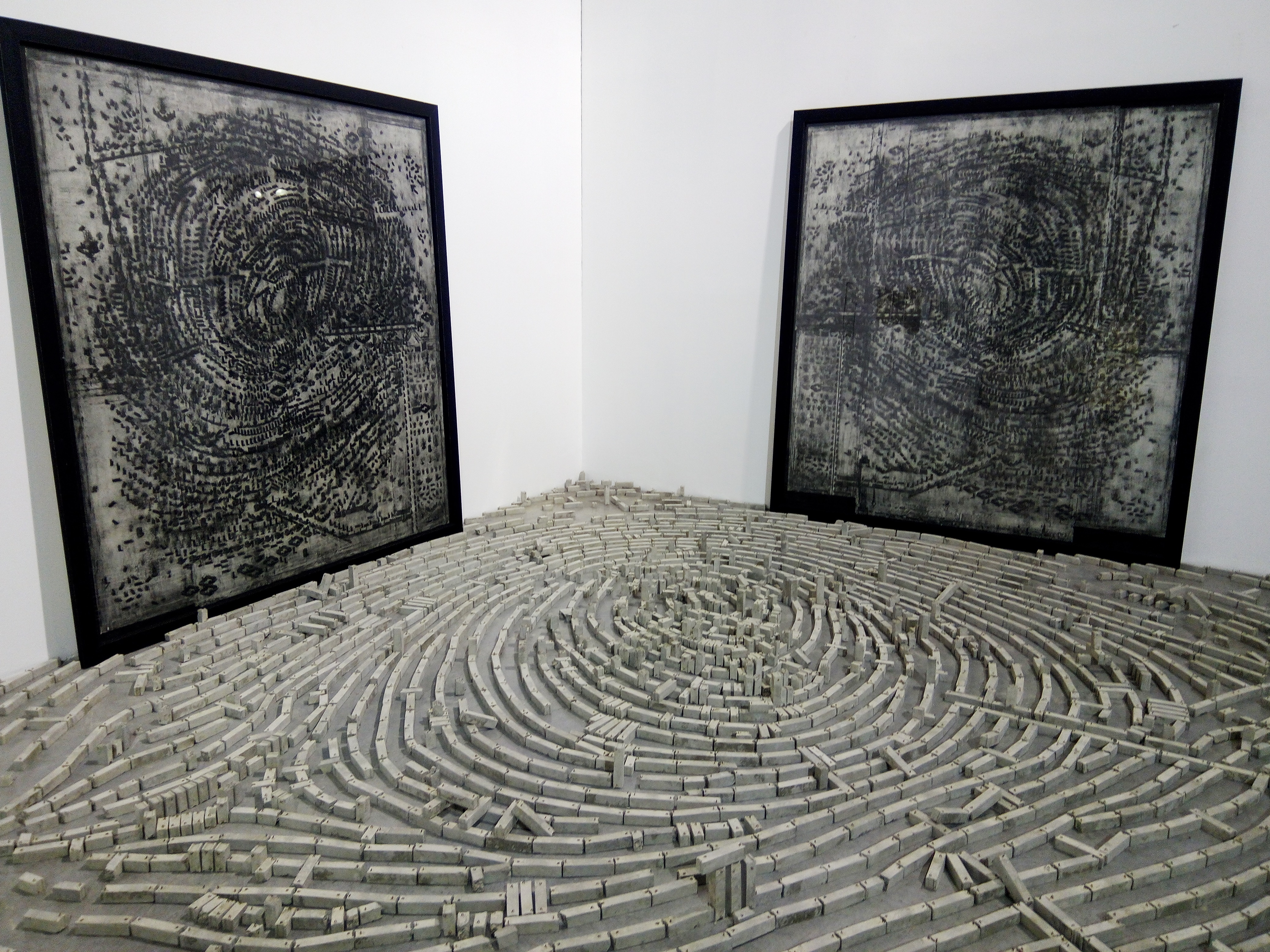
Експозиція "Відбиток"
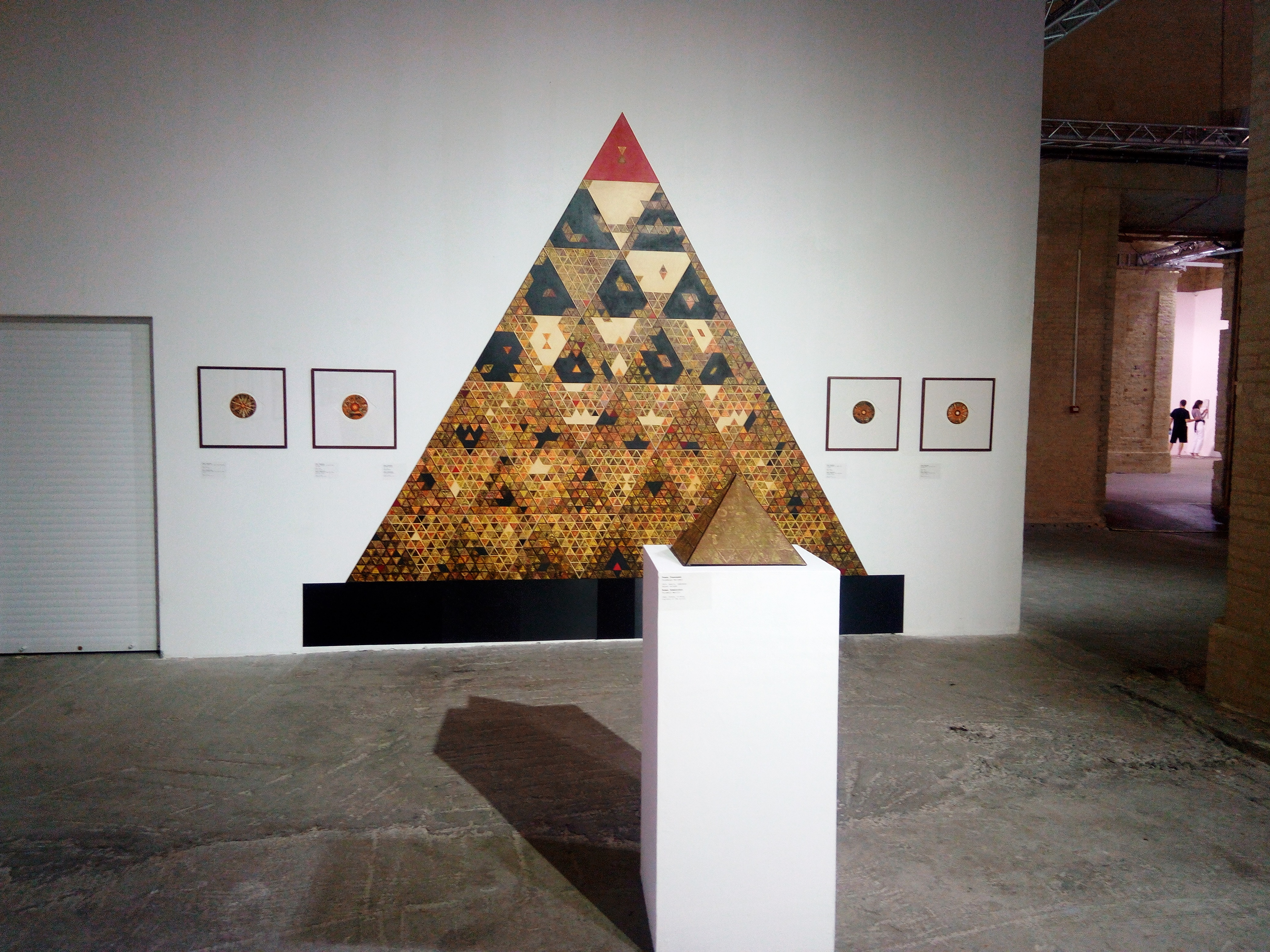
Піраміда

## Дивіться також
Мистецькі установи Державного управління справами:
- Національний центр «Український дім»
- Національний експоцентр України
- Національний палац мистецтв «Україна»